# 져지 걸
《져지 걸》(영어: Jersey Girl)은 미국에서 제작된 데이비드 버턴 모리스 감독의 1992년 로맨틱 코미디 드라마 영화이다. 제이미 거츠, 딜런 맥더멋 등이 출연하였고, 스테판 아렌베르크 등이 제작에 참여하였다.

## 줄거리
이 영화는 삶에 목적이 없어 지치고 아무 것에도 관심을 두지 않는 뉴저지의 한 하층 여성인 토비의 이야기이다. 친구들과 저녁을 먹으러 나가는 동안 그녀는 자신의 운명을 바꾸기를 바란다. 이상적인 남자가 어떤 사람일지에 관해 친구들에게 이야기한 다음 그녀는 그러한 사람을 찾기로 마음먹는다.

## 출연
- 제이미 거츠
- 딜런 맥더멋
- 셰릴 리
- 아이다 터투로
- 몰리 프라이스
- 스타 재스퍼
- 조지프 머젤로
- 조지프 벌로니아
- 필립 캐즈노프
- 팻 콜린스
- 리지나 테일러
- 에이미 사카시츠
- 메리 베스 필

## 기타 제작진
- 라인 제작: 어맨다 디줄리오
- 배역: 재닛 허션슨, 제인 젱킨스, 로저 머슨든
- 미술: 레스터 코언
- 의상: 클로디아 브라운